# Lois Hart
Lois Hackbert Hart Walker (* 5. Februar 1950 in Atlanta, Georgia) ist eine US-amerikanische Journalistin und Nachrichtensprecherin.
Hart war bei KCRA 3 in den 1970er Jahren und bei KOVR in Sacramento. Nach ihrer Hochzeit mit David Walker im Jahre 1979 gingen sie beide zu CNN, um am 1. Juni 1980 die allerersten Nachrichten des Senders zu präsentieren. 1989 ging Lois zu CNBC. Dort moderierte sie CNBC Mornings, Money Wheel und America's Vital Signs. 1990 ging sie mit ihrem Ehemann zurück nach Sacramento, um dort die Abendnachrichten zu präsentieren.
Am 26. November 2008 gingen Walker und Hart bei KCRA in den Ruhestand.